# Cerco da embaixada do Irão em Londres
O cerco da embaixada do Irão em Londres, também conhecido por Operação Nimrod, teve lugar entre os dias 30 de Abril e 5 de Maio de 1980, depois de um grupo de seis homens armados terem invadido a embaixada iraniana em South Kensington, Londres. Os seis homens fizeram 26 pessoas como reféns — na sua maioria funcionários da embaixada — incluindo vários visitantes e um policial que guardava a embaixada. Os invasores, membros de um grupo árabe iraniano que defendia a soberania nacional árabe na região sul do Cuzistão, exigiam a libertação de prisioneiros árabes das prisões do Cuzistão, e a sua própria saída em segurança do Reino Unido. O governo britânico informou que a sua saída em segurança não podia ser garantida, e deu início a um cerco. Nos dias que se seguiram à tomada dos reféns, as negociações da polícia resultaram na libertação de cinco deles em troca de pequenas concessões, tais como a transmissão das exigências dos terroristas na televisão britânica.
No sexto dia do cerco, os seis invasores foram ficando cada vez mais frustrados pela falta de progresso em dar resposta às suas exigências. Nessa noite, executaram um dos reféns e atiraram o seu corpo da embaixada. A reacção do governo britânico  não se fez esperar, dando ordens ao Special Air Service (SAS), um regimento de forças especiais do Exército Britânico, para conduzir um assalto para o resgate dos restantes reféns. Pouco depois, os soldados desceram pelo telhado do edifício e entraram à força pelas janelas. Durante o ataque de 17 minutos, o SAS conseguiu salvar todos os reféns, à excepção de um, e mataram cinco dos seis terroristas. Posteriormente, os soldados foram acusados de terem morto, sem necessidade, dois dos terroristas, mas um inquérito às suas mortes veio ilibar qualquer acção errada por parte do SAS. O terrorista que sobreviveu foi condenado a 27 anos de prisão no Reino Unido.
Tanto os terroristas, quanto a sua causa, caíram no esquecimento após o início da Guerra Irão-Iraque em 1980, e da crise dos reféns em Teerão, mas a operação deu a conhecer o SAS, pela primeira vez, ao público em geral, e fez aumentar a reputação da Primeira-Ministra, Margaret Thatcher. O número de candidaturas para fazer parte do SAS aumentou exponencialmente, devido ao impacto que aquelas tiveram na opinião pública, e, ao mesmo tempo, os seus serviços passaram a ser requisitados por governos estrangeiros. A embaixada iraniana, situada no número 16 da Princes Gate, só reabriu em 1993, depois de ter sofrido graves danos de um incêndio provocado pelo assalto.

## Antecedentes

### Motivos

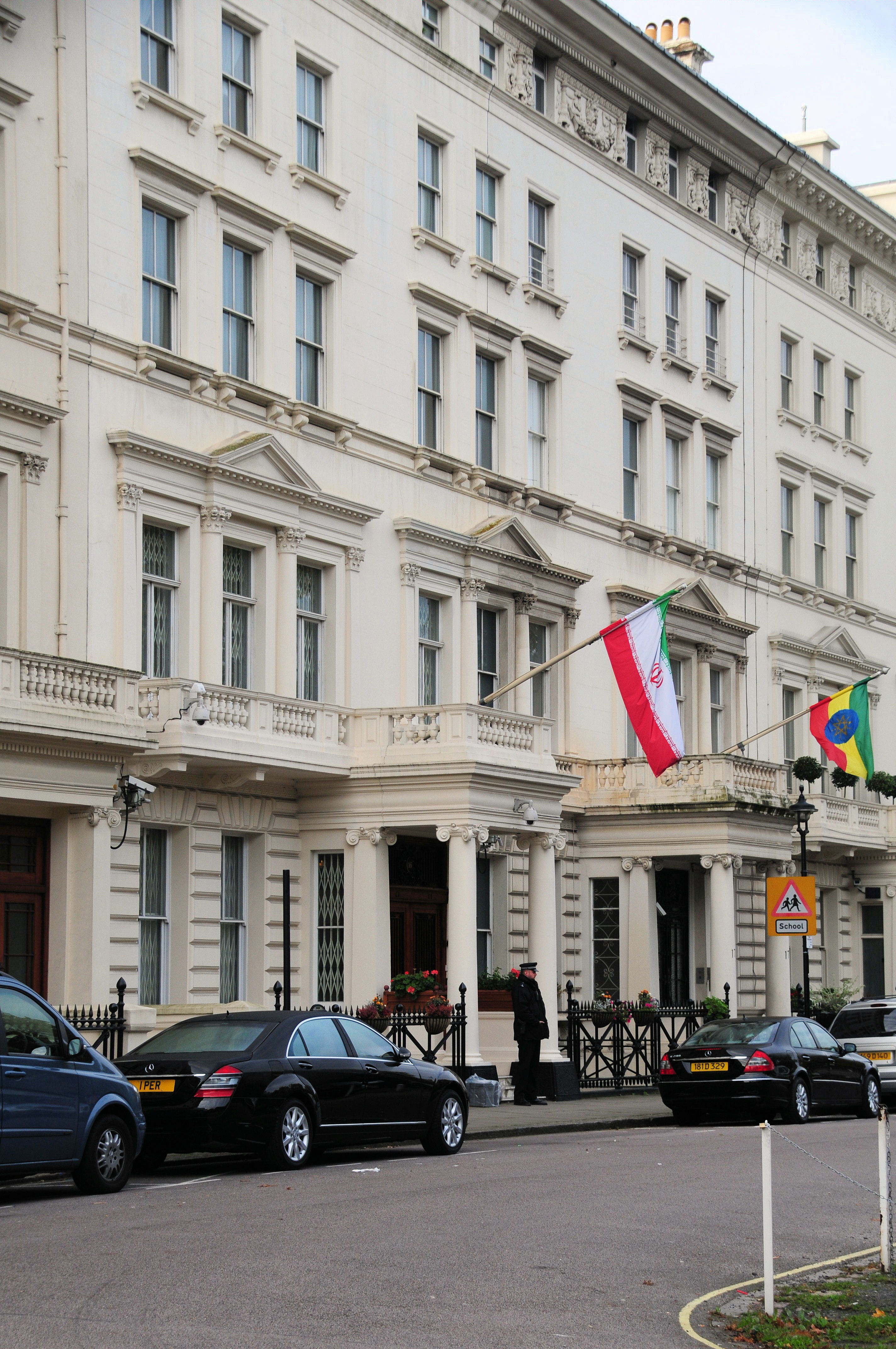
Embaixada do Irão em 2008

Os terroristas eram membros da Frente Democrática Revolucionária para a Libertação do Arabistão (FDRLA) — árabes iranianos que protestavam para o estabelecimento de um estado árabe autónomo na região sul da província iraniana do Cuzistão (também conhecida como Arabistão), lar de uma minoria de língua árabe. A região, rica em petróleo, tinha tornado-se uma das principais fontes de riqueza do Irão, com várias empresas multi-nacionais ali a operar durante o reinado do Xá.
Segundo Oan Ali Mohammed, a supressão do movimento de soberania árabe foi o rastilho que fez deflagrar o seu desejo de atacar a embaixada iraniana em Londres - um plano inspirado na crise dos reféns do Irão, na qual os apoiantes da revolução mantiveram os funcionários da embaixada americana em Teerão como reféns.

### Chegada a Londres
Utilizando passaportes iraquianos, Oan e mais três membros da FDRLA chegaram a Londres em 31 de Março de 1980, e arrendaram um apartamento em Earls Court. Alegaram terem-se conhecido, por mero acaso, no mesmo voo. Era habitual chegarem a casa bêbados, tarde e, algumas vezes, acompanhados por prostitutas. No espaço de uma semana, o senhorio pediu-lhes que deixassem o apartamento. Rapidamente, encontraram outra casa, onde disseram ao novo senhorio que se estavam a mudar pois aguardavam por mais homens, e necessitavam de um local de maior dimensão para morar. Nos dias que se seguiram, o grupo aumentou, totalizando cerca de doze homens em certa ocasião.
Oan tinha 27 anos de idade e era do Cuzistão; estudou na Universidade de Teerão, onde se tornou politicamente activo. Foi preso pela SAVAK, a polícia secreta do Xá, e tinha cicatrizes que ele dizia terem sido feitas pelas torturas da SAVAK. Os outros membros do seu grupo eram Shakir Abdullah Radhil, conhecido por "Faisal", o segundo-no-comando, que também alegava ter sido torturado pela SAVAK; Shakir Sultan Said, ou "Hassan"; Themir Moammed Hussein, ou "Abbas"; Fowzi Badavi Nejad, ou "Ali"; e Makki Hanoun Ali, o mais jovem do grupo, que tinha o nome de "Makki".
A 30 de Abril, os homens informaram o senhorio de que iam para Bristol durante uma semana, e que, depois, regressavam ao Iraque, não necessitando mais do apartamento, e que tinham tratado de enviar os seus pertences para o Iraque. Deixaram o edifício às 9h30 (hora local) do dia 30 de Abril. O seu destino imediato é desconhecido, mas no caminho para a embaixada, armaram-se com pistolas, metralhadores, munições e granadas. As armas, predominantemente de fabrico soviético, terão sido levadas para o Reino Unido escondidas numa mala diplomática pertencente ao Iraque. Pouco antes das 11h30, e quase duas horas depois de terem deixado o apartamento em Lexham Gardens, South Kensington, os seis homens chegaram às portas da embaixada.

### Serviço Aéreo Especial
O Serviço Aéreo Especial (Special Air Service) (SAS) é um regimento do Exército Britânico e parte das forças especiais do Reino Unido. O regimento foi criado pelo coronel David Stirling, em África, em 1941, no auge da Segunda Guerra Mundial. O seu papel principal era penetrar nas linhas inimigas e atacar os aeródromos e linhas de abastecimento, no meio do território inimigo, primeiro no Norte de África e, mais tarde, no Mediterrâneo e na Europa ocupada. Stirling estabeleceu o princípio de utilizar pequenos grupos, habitualmente de apenas quatro homens, para realizar ataques - Stirling apercebeu-se de que uma equipa de quatro homens podia, por vezes, ser mais eficaz do que um uma unidade de centenas de soldados.
Depois do Massacre de Munique, os governos ocidentais decidiram criar unidades especializadas em anti-terrorismo. Durante os Jogos Olímpicos de 1972, um tiroteio entre um grupo de terroristas e a polícia da Alemanha Ocidental, resultou na morte de um dos polícias e de todos os reféns. O governo britânico, preocupado com o facto de o país não estar preparado para uma situação crítica semelhante, ordenou a formação da Counter Revolutionary Warfare (CRW) Wing (Grupo de Guerra Anti-Revolucionário) o SAS, que se tornaria a principal unidade anti-terrorista e anti-raptos no Reino Unido. O tinha participado em operações contra-revolucionárias no estrangeiro desde 1945, e tinham treinado os guarda-costas de pessoas influentes cujas mortes seriam um problema para os interesses britânicos. Assim, acreditava-se que estavam melhor preparados para a função do que qualquer outra unidade na polícia, ou nas forças armadas. A primeira experiência operacional da CRW foi durante o Voo Lufthansa 181 em 1977, quando um pequeno destacamento de soldados foi enviado para apoiar o GSG 9 — uma unidade de elite da polícia da Alemanha Ocidental organizada após os acontecimentos de 1972.

## Cerco

### 1.º dia: 30 de abril
Aproximadamente às 11h30 de quarta-feira, 30 de Abril, os seis homens, fortemente armados, da FDRLA, invadiram o edifício da embaixada na Princes Gate, South Kensington. Trevor Lock, do Diplomatic Protection Group (DPG) da Polícia Metropolitana de Londres, foi imediatamente posto fora de ação. Lock tinha consigo um revolver Smith & Wesson de calibre .38, mas não o conseguiu utilizar antes de ser neutralizado pelos invasores, embora tenha pressionado o botão de emergência do seu rádio. Mais tarde, Lock foi revistado, mas o terrorista que o revistou não encontrou a arma do policial. Este conseguiu iludir os homens mantendo o revolver em sua posse, e recusou-se a despir o seu casaco, afirmando que era "para manter a sua imagem" de polícia. Lock também recusou a comida que lhe foi oferecida ao longo do cerco, com receio de que a arma fosses detectada quando tivesse que utilizar a casa-de-banho, e um dos terroristas decidisse acompanhá-lo.
Embora a maioria dos pessoal da embaixada tivesse sido capturado, três deles conseguiram escapar - dois saíram por uma janela do rés-do-chão, e um saltou pelo parapeito do primeiro andar para a porta da embaixada da Etiópia ao lado. Uma quarta pessoa, Gholam-Ali Afrouz — encarregado de relações públicas, a mais alta função dentro da embaixada — conseguiu escapar, por breves momentos, ao saltar de uma janela do primeiro andar mas, como ficou ferido, foi de novo capturado. Afrouz, e os outros 25 reféns, foram levados para uma divisão no segundo andar. A maioria dos reféns faziam parte do pessoal da embaixada - quase todos de nacionalidade iraniana -, mas entre eles também se encontravam funcionários britânicos. Os restantes reféns eram visitantes, à excepção de Lock, o polícia britânico encarregado da segurança das instalações. Afrouz tinha sido escolhido para aquela função há menos de um ano, após o seu antecessor ter sido demitido depois da revolução. Abbas Fallahi, que era mordomo antes da revolução, foi designado para vigiar a entrada da embaixada por Afrouz. Um dos membros britânicos do pessoal era Ron Morris, de Battersea, que trabalhava para a embaixada desde 1947, em várias posições.
Durante o período do cerco, a polícia e os jornalistas foram conseguindo proceder à identificação dos outros reféns. Mustapha Karkouti era um dos jornalistas que tinha feito a cobertura da crise na embaixada dos Estados Unidos em Teerão, e encontrava-se na embaixada pra uma entrevista com Abdul Fazi Ezzati, o adido cultural. Muhammad Hashir Faruqi era outro jornalista que estava na embaixada para entrevistar Afrouz para um artigo sobre a Revolução Iraniana. Sim Harris e Chris Cramer, ambos funcionários da BBC, estavam na embaixada a tentar obter vistos para visitar o Irão - esperando realizar uma reportagem sobre as consequências da revolução de 1979 — após várias tentativas sem sucesso. Encontravam-se ao lado de Moutaba Mehrnavard, que estava lá para consultar Ahmad Dadgar, o conselheiro médico da embaixada, e Ali Aghar Tabatabal, que procurava um mapa para utilizar numa apresentação no fim do seu curso.
| Refém                         | Ocupação                                         | Destino                   |
| ----------------------------- | ------------------------------------------------ | ------------------------- |
| Gholam-Ali Afrouz             | Relações Públicas da embaixada                   | Ferido durante o ataque   |
| Shirazed Bouroumand           | Secretária da embaixada                          |                           |
| Chris Cramer                  | Técnico de som da BBC                            | Libertado antes do ataque |
| Ahmad Dadgar                  | Conselheiro médico                               | Ferido durante o ataque   |
| Abdul Fazi Ezzati             | Adido Cultural iraniano                          |                           |
| Abbas Fallahi                 | Porteiro da embaixada                            |                           |
| Muhammad Hashir Faruqi        | Editor anglo-paquistanês da Impact International |                           |
| Ali Guil Ghanzafar            | Turista paquistanês                              | Libertado antes do ataque |
| Simeon Harris                 | Técnico de som da BBC                            |                           |
| Nooshin Hashemenian           | Secretária da embaixada                          |                           |
| Roya Kaghachi                 | Secretária do Dr. Afrouz                         |                           |
| Hiyech Sanei Kanji            | Secretária da embaixada                          | Libertada antes do ataque |
| Mustapha\|Karkouti            | Jornalista sírio                                 | Libertado antes do ataque |
| Vahid Khabaz                  | Estudante iraniano                               |                           |
| Abbas Lavasani                | Chefe de Imprensa                                | Morto antes do ataque     |
| Trevor Lock                   | Membro do Diplomatic Protection Group            |                           |
| Moutaba Mehrnavard            | Negociante de tapetes                            |                           |
| Aboutaleb Jishverdi-Moghaddam | Adido iranianao                                  |                           |
| Muhammad Moheb                | Contabilista da embaixada                        |                           |
| Ronald Morris                 | Administrativo e motorista da embaixada          |                           |
| Frieda Mozafarian             | Funcionário da imprensa                          | Libertada antes do ataque |
| Issa Naghizadeh               | Primeira-secretária                              |                           |
| Ali Akbar Samadzadeh          | Funcionário temporário na embaixada              | Morto durante o ataque    |
| Ali Aghar Tabatabal           | Banqueiro                                        |                           |
| Kaujouri Muhammad Taghi       | Contabilista                                     |                           |
| Zahra Zomorrodian             | Funcionário da embaixada                         |                           |

A polícia chegou à embaixada pouco depois de ter sido informada sobre o tiroteio e, em dez minutos, sete membros da DPG já se encontravam no local. Os membros da DPG posicionaram-se em redor do edifício, mas foram obrigados a retirar quando um dos terroristas apareceu numa janela e ameaçou disparar. John Dellow, Deputy Assistant Commissioner, chegou 30 minutos mais tarde e assumiu a liderança da operação. Dellow instalou um centro de operações temporário no seu carro antes de se mudar para a Royal School of Needlework, situada na mesma rua, e, depois, para 24 Princes Gate, uma escola infantil. Dos seus vários postos de comando, Dellow coordenou a resposta policial, incluindo o posicionamento dos atiradores especiais da Polícia Metropolitana, D11, e pessoal com equipamento especial de vigilância. Os negociadores da da polícia fizeram contacto com Oan através de um telefone portátil, passado através de uma das janelas da embaixada, e foram apoiados por um negociador e um psiquiatra. Às 15h15, Oan anunciou a primeira exigência da FDRLA - a libertação de 91 árabes detidos nas prisões do Cuzistão -, e ameaçaram fazer explodir a embaixada com os reféns se não cumprissem com aquela exigência até ao meio-dia do dia 1 de maio.
Um grande número de jornalistas tinha, entretanto, chegado ao local e estavam todos reunidos numa zona a oeste da frente fachada principal da embaixada, enquanto vários protestantes iranianos iam chegando perto do edifício, e ali permaneceram durante todo o cerco. Pouco depois do início da crise, a comissão de emergência do governo britânico, COBRA, foi reunida. O COBRA é constituído por ministros, funcionários civis e conselheiros especialistas — incluindo representantes da polícia e das forças armadas. A reunião foi presidida por William Whitelaw, Secretário de Estado para os Assuntos Internos, pois a Primeira-Ministra Margaret Thatcher não estava disponível. O governo iraniano acusou os governos britânico e americano de apoiar o ataque como vingança ao cerco em curso da embaixada dos Estados Unidos em Teerão. Dada a falta de cooperação por parte do Irão, Thatcher — que se mantinha informada por Whitelaw — determinou que a lei britânica podia ser aplicada à embaixada, apesar da Convenção de Viena, sob a qual a embaixada é considerada solo iraniano.
Às 16h30, os terroristas libertaram o primeiro refém, Frieda Mozaffarian. Desde o início do cerco que Frieda se tinha sentido mal, e Oan pediu um médico para que a tratasse, mas a polícia recusou. Os outros reféns iludiram Oan levando-o a acreditar que ela estaria grávida e, assim, Oan acabou por decidir libertar Mozaffarian depois de esta ter piorado o seu estado de saúde.

### 2.º dia: 1 de maio
As reuniões do COBRA continuaram noite fora até quinta-feira. Entretanto, duas equipas do SAS partiram da sua base perto de Hereford, e chegaram a uma zona próxima do Regent's Park Barracks. As equipas - integrantes do Esquadrão B, e apoiadas por especialistas de outros esquadrões - estavam equipadas com gás CS, granadas de atordoamento e explosivos, e armadas com pistolas Browning Hi-Power e pistolas-metralhadoras Heckler & Koch MP5. O tenente-coronel Michael Rose, comandante do 22 SAS, partiu primeiro do que o seu destacamento, e apresentou-se a Dellow, o comandante das operações policiais. Aproximadamente às 3h30 do dia 1 de maio, uma das equipas do SAS posicionou-se na porta do edifício contíguo ao da embaixada, ocupado pelo Royal College of General Practitioners, onde foram informados do plano de "acção imediata" de Rose, que seria posto em prática caso fosse solicitado ao SAS um ataque imediato, antes de ser elaborado um plano mais complexo.

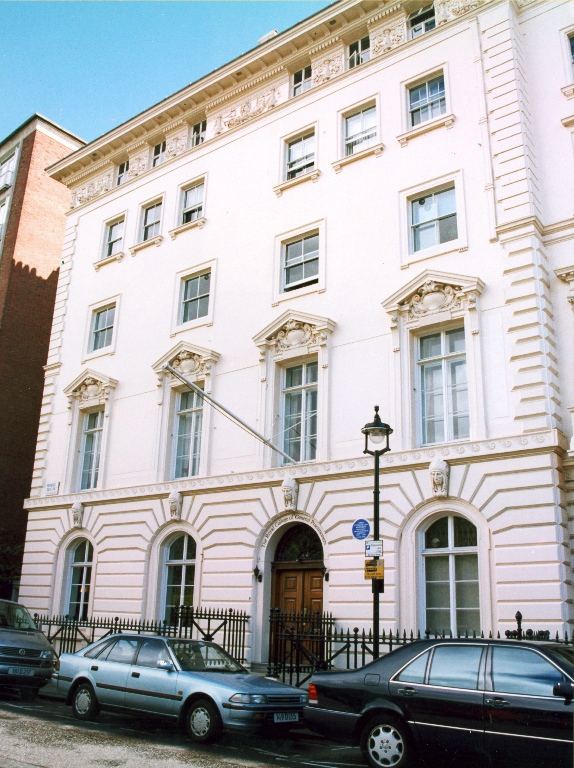
Fachada do edifício do número 14 da Princes Gate, sede do Royal College of General Practitioners, o qual serviu de base ao SAS durante o cerco.

Ao início da manhã de 1 de maio, os terroristas ordenaram a um dos reféns que telefonasse à central de notícias da BBC. Durante a chamada, Oan pegou no telefone e falou pessoalmente com o jornalista da BBC. Identificou o grupo ao qual pertenciam, e informou que os reféns não-iranianos não seriam magoados, mas recusou que o jornalista falasse com algum dos reféns. Durante o dia, a polícia desligou as linhas de telefone da embaixada, deixando aos terroristas apenas os telefones portáteis para comunicar com o exterior. À medida que os reféns iam acordando, um técnico de som da BBC, Chris Cramer, ficou bastante doente e o seu colega, Sim Harris, foi levado para junto de um dos telefones para negociar a vinda de um médico. O negociador da polícia recusou o pedido, dizendo a Harris, em alternativa, para convencer Oan a libertar Cramer. As negociações que se seguiram entre Harris, Oan e a polícia, levaram quase a manhã toda, e Cramer acabou por ser libertado às 11h15. Rapidamente foi levado para o hospital, acompanhado por elementos da polícia para recolherem informações junto dele.
À medida que o final do período de exigência dos terroristas se aproximava, 12h00, a polícia começou a acreditar que eles não tinham capacidade de cumprir com a amaeça de fazer explodir o edifício, e convenceram Oan a adiar a hora até às 14h00; a hora passou, mas nada aconteceu. Durante a tarde, Oan alterou as suas exigências, pedindo que a comunicação social britânica transmitisse uma declaração com as queixas do grupo, e exigindo que três embaixadores de países árabes negociassem a saída em segurança dos seis homens, do Reino Unido, assim que a sua declaração fosse transmitida. Aproximadamente às 20h00, Oan começou a ficar nervoso com os ruídos que provinham da embaixada da Etiópia ao lado. O ruído devia-se aos buracos que os técnicos estavam a fazer nas paredes para instalar mecanismos de escuta, mas quando o agente  Trevor Lock foi confrontado com a pergunta sobre o que estaria a acontecer, respondeu que deviam ser ratos. O COBRA decidiu criar um ambiente ruidoso para disfarçar o barulho provocado pelos técnicos, e deu ordens à companhia britânica de fornecimento de gás para que começassem a furar o solo numa rua próxima, supostamente para reparar uma conduta de passagem. A perfuração foi cancelada após ter começado a agitar os terroristas e, em alternativa, a BAA Limited, proprietária do Aeroporto de Londres Heathrow, recebeu indicações para que a aproximação à pista dos aviões fosse efectuada a baixa altitude.

### 3.º dia: 2 de maio
Às 9h30, Oan surgiu na janela do primeiro andar da embaixada a pedir acesso ao sistema de telex, o qual a polícia tinha desligado juntamente com as linhas telefónicas, e ameaçou matar Abdul Fazi Ezzati, o adido cultural. A polícia recusou e Oan empurrou Ezzati, que tinha estado com uma arma apontada, na janela, ao longo da sala, antes de exigir falar com alguém da BBC que conhecesse Sim Harris. A polícia, aliviada por ter uma exigência que facilmente podia aceder, contactou com Tony Crabb, director da BBC Television News e chefe de Harris. Oan gritou as suas exigências - saída em segurança do Reino Unido, a ser negociada por três embaixadores de países árabes — a Crabb da janela, e ordenou que elas fossem transmitidas juntamente com uma declaração dos objectivos dos terroristas, pela BBC. O Foreign and Commonwealth Office contactou, de forma informal, com as embaixadas da Argélia, Jordânia, Kuwait, Líbano, Síria e Qatar, questionando-as sobre a sua disponibilidade de falr com os terroristas. O embaixador jordano recusou de imediato, e outros cinco responderam que primeiro teriam de consultar os seus respectivos governos. A BBC transmitiu a declaração nessa noite, mas de forma que não agradou a Oan, que a considerou cortada e incorrecta.
Neste período de tempo, a polícia localizou o zelador da embaixada, e levou-o para o as suas instalações para informar o SAS e os outros polícias superiores. Ele informou-os de que a porta principal da embaixada estava reforçada por outra porta de segurança em aço, e que as janelas do rés-do-chão e do primeiro andar eram feitas de vidro blindado — resultado de recomendações feitas depois do SAS terem pedido para analisar os procedimentos de segurança da embaixada, anos antes. Os planos de penetrar na embaixada destruindo a porta de entrada e os vidros do rés-do-chão, foram completamente postos de lado, e começaram a pensar noutras hipóteses.

### 4.º dia: 3 de maio
Oan, zangado com a incorreta transmissão das suas exigências pela BBC, na noite anterior, entrou em contacto com os negociadores da polícia pouco depois das 06h00, e acusou as autoridade des o enganarem. Exigiu falar com um embaixador árabe, mas o negociador de serviço alegou que as conversações estavam a ser preparadas pelo Foreign Office. Apercebendo-se da tentativa de atrasar a situação, Oan disse ao negociador que os reféns britânicos seriam os últimos a serem libertados por causa do engodo das autoridades britânicas. Acrescentou que um refém seria morto a não ser que Tony Crabb fosse levado até à embaixada. Crabb só chegou já depois das 15h30, dez horas depois da exigência de Oan, para frustração tanto de Oan como de Harris. Oan retransmitiu outra declaração a Crabb através de Mustapha Karkouti, um jornalista que também sido feito refém. A polícia garantiu que a declaração seria transmitida de imediato nas notícias da BBC, em troca da libertação de dois reféns. Os reféns decidiram, entre eles próprios, que os dois escolhidos para serem libertados seriam Hiyech Kanji e Ali-Guil Ghanzafar; este último foi, aparentemente, libertado por ressonar alto, o que não deixava os deixava dormir à noite.
Mais tarde, cerca das 23h00, uma equipa do SAS efectuou um reconhecimento do telhado da embaixada. Detectaram a existência de uma clarabóia, e conseguiram abri-la, servindo, assim, de potencial ponto de entrada no edifício. Também prenderam cordas nas chaminés para lhes permitir descer pela parede da embaixada e entrar pelas janelas, se necessário.

### 5.º dia: 4 de maio
Durante o dia, o Foreign Office manteve conversações com diplomatas de países árabes na esperança de os convencer a ir à embaixada e falar com os terroristas. No entanto, as conversações, mediadas por Douglas Hurd, terminaram num impasse. Os diplomatas insistiram em oferecer-lhes uma saída em segurança para fora do Reino Unido, acreditando que, só assim, se podia garantir um final satisfatório para a crise, mas o governo britânico estava firme em não permitir, de modo algum, essa hipótese. Karkhouti, através do qual Oan transmitiu as suas novas exigências no dia anterior, começou a ficar doente durante o dia, e com febre à noite, levando à suspeição de que a polícia teria colocado algum produto na comida que tinha sido enviada para a embaixada. John Dellow, o comandante da operação policial, tinha, aparentemente, considerado aquela ideia e até tinha consultado um médico sobre a sua viabilidade, mas acabou por desisitir por a considerar "impraticável".
Os oficiais do SAS envolvidos na operação - incluindo o brigadeiro Peter de la Billière, Director das Forças Especiais; tenente-coronel Mike Rose, comandante do 22 SAS; e o major Hector Gullan, comandante da equipa que efectuaria qualquer ataque — passaram o dia a acertar os seus planos para um assalto.

### 6.º dia: 5 de maio
Oan acordou Lock ao amanhecer, convencido de que estava um intruso na embaixada. Lock foi enviado para investigar, mas não encontrou ninguém. Mais tarde nessa manhã, Oan chamou Lock para analisar uma protuberância na parede que separava a embaixada do Irão da da vizinha Etiópia. A protuberância tinha sido, de facto, causada pela remoção de tijolos para permitir que uma equipa de assalto penetrasse através da parede e implantasse mecanismos de escuta. Embora Lock lhe tenha assegurado que não acreditava que a polícia fosse entrar no edifício, Oan continuou convencido de que "eles estavam a preparar alguma coisa" e removeu os reféns masculinos do quarto onde tinham estado nos últimos quatro dias, para outro ao fundo do corredor. A tensão foi aumentau ao longo da manhã e, às 13h00, Pan disse à polícia que mataria um refém a não ser que falasse com um embaixador árabe dentro de 45 minutos. Às 13h40, Lock informou os negociadores que os terroristas tinham levado Abbas Lavasani — o chefe de imprensa da embaixada - para baixo e preparavam-se para o executar. Lavasani, um crente devoto da Revolução Iraniana, tinha provocado, de forma sistemática, os seus captores durante o cerco. Segundo Lock, Lavasani teria afirmado que "se eles iam matar um refém, [Lavasani] queria que fosse ele". Exactamente às 13h45, 45 minutos depois da exigência de Oan para falar com um embaixador, foram ouvidos três tiros no interior da embaixada.
O Home Secretary Willie Whitelaw, que estava a liderar o COBRA ddurante o cerco, regressou rapidamente a Whitehall vindo de uma visita a Slough, a cerca de 20 milhas de distância, chegando 19 minutos depois de se terem ouvido os tiros. Foi informado dos planos do SAS por de la Billière, que lhe disse para esperar até 40% de reféns mortos durante o assalto à embaixada. Depois de algumas trocas de ideias, Whitelaw deu ordem ao SAS para preparar o ataque ao edifício em breve, uma ordem recebida por Mike Rose às 15h50. Pelas 17h00, o SAS estava em posição para o assalto à embaixada dentro de dez minutos. Os negociadores da polícia recrutaram um imã de uma mesquita local às 18h20, temendo que tivessem atingido "um momento de crise", e pediram-lhe que falasse com os terroristas. Enquanto o imã falava com Oan, ouviram-se mais três tiros. Oan informou que um dos reféns tinha sido abatido, e os restantes seriam mortos nos próximos 30 minutos a não ser que as suas exigências fossem atendidas. Minutos depois, o corpo de Lavasani foi airado pela porta da frente. Após um exame preliminar, realizado no local, um patologista forense estimou que Lavasani estava morto há uma hora - o que significava que ele não tinha sido morto pelos trâs últimos tiros, levando a polícia a acreditar que tinham morrido dois reféns. De facto, apenas Lavasani foi morto.
Depois de o corpo de Lavasani ter sido recolhido, Sir David McNee, Comissário da Polícia Metropolitana, contactou o Home Secretary a pedir autorização para o controle da operação ao passar para o Exército Britânico, sobre orientação do Military Aid to the Civil Power. Whitelaw transmitiu o pedido a Thatcher, a a Primeira-Ministra concordou de imediato. Assim, Thus John Dellow, o oficial da polícia mais graduado no local, passou o controlo da operação ao tenente-coronel Mike Rose às 19h07, autorizando Rose a dar ordem para o assalto quando achasse oportuno. Entretanto, os negociadores da polícia começaram a empatar Oan. Ofereceram-lhes algumas concessões, tentando distraí-lo e evitando que abatesse mais reféns, e ganhando tempo para que o SAS pudesse finalizar a sua preparação para o ataque final.

## Assalto do SAS
As duas equipas do SAS no terreno — Equipa Vermelha e Equipa Azul — receberam ordens para começaram os seus assaltos em simultâneo, com o nome de código "Operação Nimrod", às 19h23. Um grupo de quatro homens da Equipa Vermelha desceu pelo telhado até às traseiras do edifício, enquanto outro grupo de quatro homens fizeram descer uma granada de atordoamento pela clarabóia. A detonação desta granada devia coincidir com a detonação dos explosivos do outro grupo, que iria entrar pelas janelas do segundo andar. Contudo, a descida não correu como planeado, e o sargento que liderava o grupo ficou emaranhado na sua própria corda. Enquanto tentava ajudá-lo, um dos outros soldados partiu, sem querer, uma janela com o pé. O barulho da janela a partir-se chamou a atenção de Oan, que se encontrava no primeiro-andar a falar com os negociadores da polícia, e foi ver o que se passava. Os soldados não conseguiram fazer uso dos explosivos com receio de ferir o seu sargento, mas conseguiram penetrar na embaixada.
Após a entrada dos primeiros três soldados, deflagrou um incêndio nas cortinas da janela do segundo-andar, queimando com gravidade o sargento. Um segundo grupo de homens do SAS libertou-o, e deixaram-se cair na varanda abaixo antes de entrarem na embaixada atrás dos restantes homens da suas equipa. Pouco atrás da Equipa Vermelha, a Equipa Azul fez detonar explosivos numa janela do primeiro-andar — obrigando Sim Harris, que tinha acabado de chegar ao quarto, a abrigar-se. A maior parte da operação que teve lugar na fachada principal da embaixada, foi visionada pelos jornalistas que se encontravam na rua, e foi transmitida diretamente na televisão, captando a fuga de Harris pelo parapeito do balcão do primeiro-andar. À medida que os soldados iam surgindo no primeiro-andar, Lock confrontou Oan impedindo-o de atacar os homens do SAS. Oan, ainda armado, acabou por ser abatido por um dos soldados. Entretanto, foram entrando mais equipas na embaixada pela porta das traseiras, que controlaram o piso térreo e a cave. O SAS começou, então, a evacuar os reféns pelas escadas, até à porta traseira do edifício. Dois dos terroristas estavam escondidos entre os reféns - um deles fez surgir uma granada quando foi identificado. Um elemento do SAS, não podendo disparar com receio de atingir um refém ou outro soldado, empurrou a granada, atirando o terrorista pelas escadas abaixo, onde dois outros soldados o abateram.
O ataque demorou 17 minutos e envolveu entre 30 a 35 soldados. Os terroristas mataram um refém e feriram outros dois durante o assalto, enquanto o SAS abateu cinco dos seis terroristas. Os reféns, e o terrorista sobrevivente, que se encontrava escondido entre eles, foram levados para o jardim das traseiras da embaixada, mantendo-se sentados no chão enquanto eram identificados. O terrorista foi identificado por Sim Harris e levado pelo SAS.

## Rescaldo

Barra da Medalha de Jorge atribuída ao polícia Trevor Lock

Depois do fim do cerco, o agente da polícia PC Trevor Lock foi considerado um herói. Recebeu a Medalha de Jorge, a segunda maior honra civil no Reino Unido, pela sua conduta durante o cerco, e por ter confrontando Oan durante o ataque do SAS — a única situação em que tirou a sua pistola. Para além daquela medalha, foi homenageado com a Freedom of the City of London e num documentário na Câmara dos Comuns. O historiador da polícia, Michael J. Waldren, fazendo menção à série televisiva Dixon of Dock Green, defendeu a ideia de que o facto de Lock não ter feito uso da sua arma senão num momento decisivo, era um "exemplo do poder da imagem de Dixon", e Maurice Punch salientou o contraste entre as acções de Lock e as tácticas agressivas do SAS.  O sargento Tommy Palmer recebeu a Medalha de Bravura da Rainha pelo seu papel no assalto: o abate do terrorista que tinha na sua posse uma granada, e que tudo indicava que a iria atirar contra os reféns. Após a conclusão da operação, o sargento que tinha ficado preso na corda recebeu tratamento médico no Hospital de St Stephen, em Fulham. Ficou com sérias queimaduras nas suas pernas, mas conseguiu recuperar na totalidade.
O governo iraniano agradeceu o fim do cerco, e informaram que os dois reféns mortos eram mártires da Revolução Iraniana. Agradeceram, também, ao governo britânico a "acção perseverante da vossa força policial durante a crise dos reféns na Embaixada".
Depois do assalto, a polícia realizou uma investigação sobre o cerco e as mortes dos dois reféns e dos cinco terroristas, incluindo as acções do SAS. As armas dos soldados foram levadas para serem examinadas e, no dia seguinte, os próprios soldados foram entrevistados pela polícia, na base do regimento em Hereford. Surgiu alguma controvérsia acerca da morte dos dois terroristas na sala do telex, onde se encontravam os reféns masculinos. Mais tarde, os reféns afirmaram, em entrevistas, que tinham convencido os seus raptores a render-se e, em algumas imagens televisivas, parece ver-se os terroristas a deitar as armas pelas janelas e a segurar uma bandeira branca. Os dois soldados do SAS que mataram os homens, declararam, na comissão de inquérito à morte dos terroristas, que acreditavam que eles tinham ido em busca de armas antes de serem abatidos. O inquérito concluiu que as acções dos soldados foram justificadas, em legítima defesa.
Fowzi Nejad foi o único terrorista a sobreviver ao assalto do SAS. Depois de ter sido identificado, foi levado por um soldado do SAS o qual, alegadamente, o queria levar de volta para o edifício e abatê-lo. As declarações do soldado entraram em contradição depois de ser confrontado com o facto de o assalto ter sido transmitido em directo. Veio a saber-se, mais tarde, que as imagens das traseiras do edifício provinham de uma câmara colocada na janela de um apartamento com vista para a embaixada. A câmara tinha sido instalada por técnicos da ITN, que tinham passado por hóspedes numa residência local, por forma a passarem pelo cordão policial, desde o início do cerco. Nejad foi detido, julgado e condenado a prisão perpétua. Em 2005, passou a ter acesso à liberdade condicional. Por ser cidadão estrangeiro, teria sido deportado para o Irão. No entanto, o Artigo n.º3 da Convenção Europeia dos Direitos Humanos, incorporado na lei britânica pelo Decreto dos Direitos Humanos de 1998, e estabelecido pelo Tribunal Europeu dos Direitos Humanos, determina a proibição de deportação nos casos em que o cidadão em causa estaria em perigo de ser sujeito a torturas ou a execução, no seu país de origem. Nejad acabou por sair da prisão, em liberdade condicional, em 2008, e obteve licença para permanecer no Reino Unido sem, no entanto, lhe terem dado asilo político. O Home Office emitiu uma declaração afirmando "Não atribuímos o estatuto de refugiado a um terrorista condenado. O nosso objectivo é deportar as pessoas o mais rápido possível, mas a lei exige-nos que, primeiro, tenhamos a certeza absoluta de que a pessoa que vai regressar não vai ficar perante uma situação de morte certa". Após 27 anos de prisão, foi considerado que Nejad já não constituía numa ameaça para a sociedade, mas Trevor Lock escreveu ao Home Office para se opor à sua libertação.

## Consequência a longo-prazo
O assalto do SAS, com o nome de código "Operação Nimrod", foi transmitido em direto pelas televisões, à hora de maior audiência - à noite, numa segunda-feira, dia feriado -, sendo visionada por milhões de pessoas, a grande maioria no Reino Unido, e passando a fazer parte da história britânica. Tanto a BBC como a ITV, interromperam os seus programas regulares para mostrarem o fim do cerco, o qual se mostrou como essencial para o lançamento da carreira de alguns jornalistas. Kate Adie, a repórter de serviço da BBC no local da embaixada, quando o assalto do SAS começou, passou a fazer reportagens em zonas de guerra por todo o mundo e, mais tarde, tornou-se correspondente-chefe da BBC News, enquanto David Goldsmith, e a sua equipa, responsáveis pela câmara escondida nas traseiras da embaixada, receberam o BAFTA pela sua reportagem. O sucesso da operação, combinado com o entusiasmo dado pelos meios de comunicação, deu origem a um sentido de orgulho nacional comparado com o Dia da Vitória na Europa — o fim da Segunda Guerra Mundial na Europa. A operação foi descrita como "um sucesso praticamente inqualificável". Thatcher recordou que era sempre bem recebida, com agradecimentos e parabéns, onde quer que fosse, nos dias que se seguiram ao fim do cerco, e recebeu mensagens de apoio de vários líderes mundiais. No entanto, o incidente fez aumentar as já tensas relações ente o Reino Unido e o Irão, no seguimento da Revolução Iraniana. O governo iraniano declarou que o cerco da embaixada foi planeado pelos governos britânico e americano, e que os reféns que foram mortos eram mártires da revolução.
A "Operação Nimrod" trouxe visibilidade pública ao SAS, um grupo de forças especiais praticamente desconhecido na época dada a natureza secreta das suas operações. O grupo não ficou satisfeito com a mediatização recebida, preferindo manter-se na obscuridade. No entanto, a operação justificou a existência do SAS, a qual estava ameaçada de ser cancelada, e cujos recursos utilizados já tinham sido considerados um desperdício. O SAS recebeu inúmeras candidaturas. Para ser membro do 22 SAS, o único regimento em acção, é necessário ser soldado do Exército Britânico, mas este regimento tem outros dois constituídos por voluntários do Exército Territorial (ET)  — 21 SAS e 23 SAS. Ambos os regimento do ET receberam várias centenas de candidaturas, levando de la Billière a dizer que os candidatos pareciam "convencidos de que lhes seriam entregues um capacete e uma pistola-metralhadora Heckler & Koch sub-machine de imediato, para irem realizar assaltos a cercos a embaixadas". As três unidades foram forçadas a introduzir novos testes de aptidão física no início do processo de candidatura. O SAS também registou um aumento da procura dos seus serviços na formação de forças de países amigos, e outros cuja queda era considerada como negativa para os interesses britânicos.
A resposta do governo britânico face à crise, e a utilização bem-sucedida da força para lhe pôr fim, reforçou o governo conservador e fez disparar a credibilidade pessoal de Margaret Thatcher. McNee acreditava que a conclusão do cerco era um exemplo da política britânica de recusar qualquer exigência terrorista, e "em mais lugar algum, foi essas eficácia contra o terrorismo demonstrada".
O edifício da embaixada foi seriamente danificado pelo fogo. Demorou mais de uma década até que os governos britânico e iraniano chegassem a um acordo em que o Reino Unido efetuaria as reparações à embaixada em Londres, e o Irão pagaria as reparações da embaixada britânica em Teerão, a qual tinha ficado danificada durante a Revolução Iraniana em 1979. Os diplomatas começaram as reparações do número 16 de Princes Gate em Dezembro de 1993.
A FDRLA ficou enfraquecida devido às suas ligações com o governo iraquiano, depois de se ter sabido que o Iraque tinha apoiado o treino e o equipamento dos terroristas. A Guerra Irão-Iraque começaria cinco meses após o cerco, e continuaria por oito anos. A campanha para a autonomia do Cuzistão foi esquecida, tal como a FDRLA.